# Hôtel des Brébans
L'hôtel des Brébans est une maison située à Provins, en France.

## Localisation
La maison est située dans la ville-haute de Provins, en Seine-et-Marne, au 3 rue du Palais.

## Historique
La cave voûtée de l'hôtel est inscrite au titre des monuments historiques en 1932.